# 皮济

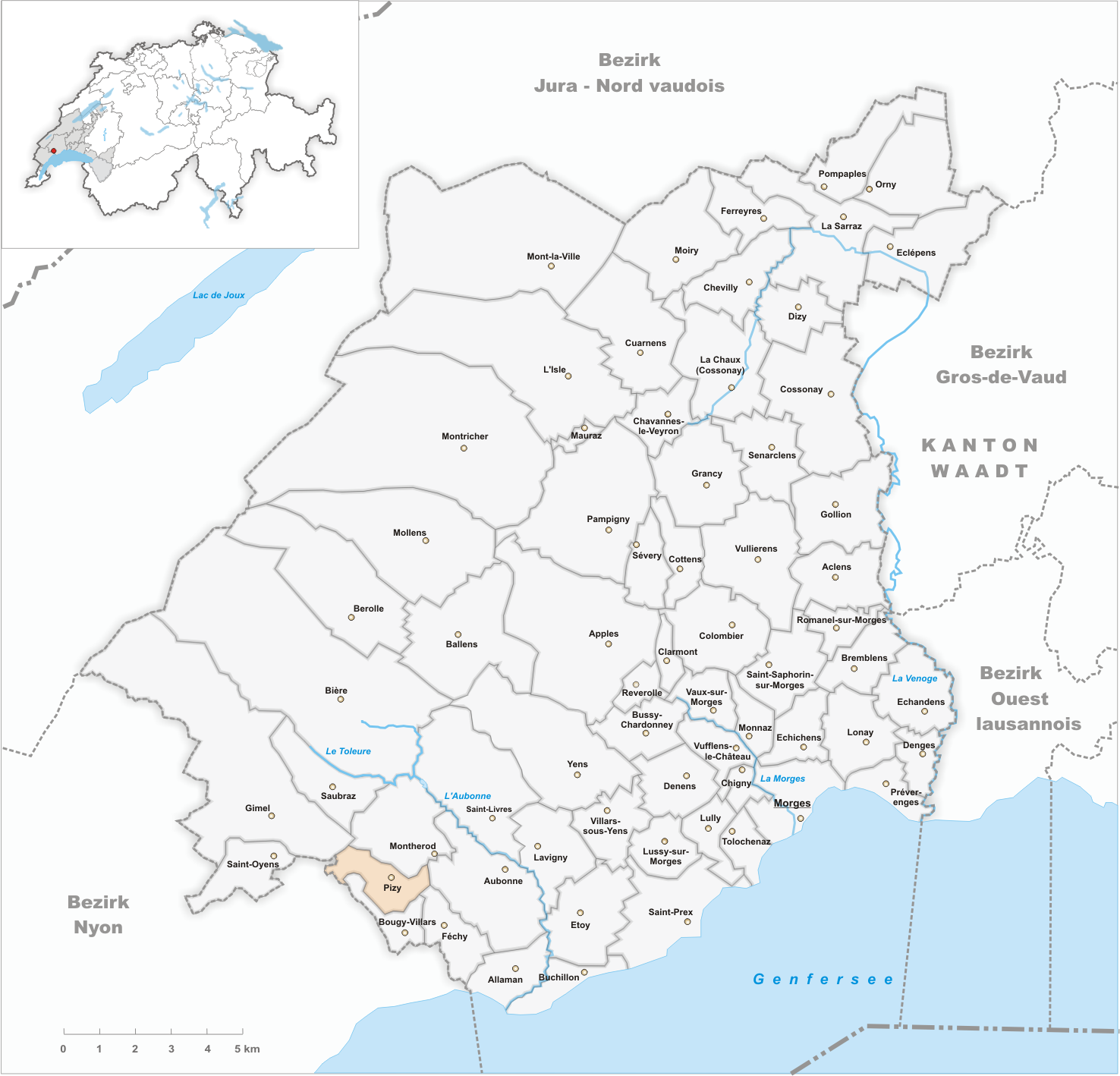
2008年的皮济示意图

皮济（法語：Pizy）曾是瑞士联邦西部法语区的沃州下设的一个镇。在行政上属于莫尔日区管辖。皮济的总面积为2.51平方公里。截至2010年底，总人口为76。2011年7月1日，皮济正式并入欧伯讷镇。